# Madar
Madar från 1994 är ett studioalbum av den norske saxofonisten Jan Garbarek tillsammans med Anouar Brahem från Tunisien och Ustad Shaukat Hussain från Pakistan.
.

## Låtlista
1. Sull lull (traditionell norsk melodi) – 16:52
2. Madar (Anouar Brahem/Jan Garbarek) – 11:15
3. Sebika (Anouar Brahem) – 5:33
4. Bahia (Anouar Brahem) – 10:20
5. Ramy (Anouar Brahem) – 3:1
6. Jaw (Ustad Shaukat Hussain) – 8:5
7. Joron (traditionell norsk melodi) – 6:30
8. Qaws (Anouar Brahem/Jan Garbarek) – 15:13
9. Epilogue – 0:52

## Medverkande
- Jan Garbarek – sopran- och tenorsax
- Anouar Brahem – oud
- Ustad Shaukat Hussain – tabla